# William Archer (kritiker)
William Archer, född 23 september 1856 och död 27 december 1924, var en brittisk kritiker och tidningsman.

## Biografi
Archer studerade vid universitetet i Edinburgh och blev sedan advokat i London. Archer var redan tidigt verksam som tidningsman i sin födelsestad och företog vidsträckta resor. Under en lång följd av år skrev han teaterkritik i de större engelska tidskrifterna och introducerade därvid entusiastiskt Henrik Ibsen hos engelsk publik. Häri ligger hans största betydelse. Han förde även fram George Bernard Shaw som författare, och de båda samarbetade till och med. Av hans skrifter märks särskilt Poets of the younger generation (1901).